# Paracles sericea
Paracles sericea är en fjärilsart som beskrevs av William Schaus 1896. Paracles sericea ingår i släktet Paracles och familjen björnspinnare. Inga underarter finns listade i Catalogue of Life.